# Баккер, Корнелис
Корнелис Андрис Баккер (сентябрь 1874, Ауденбос, Северный Брабант — 1963, Хемстеде, Северная Голландия) — голландский ботаник. Его заслуги заключаются главным образом в исследовании и классификации флоры острова Ява. Свои исследования по ботанике он проводил на островах Ява и Мадура.

## Биография

### Нидерланды (1874—1900)
Баккер родился 18 сентября 1874 года в Уденбоше, в семье учителя начальной школы. В свидетельстве о рождении его фамилия была записана как Bakker, а не Backer. Окончил педагогический колледж в Харлеме (1889—1893). Уже здесь он проявил интерес к ботанике. В это время он познакомился с голландскими ботаниками Хендриком Хейкельсом (1854—1936) и Эли Хеймансом.

### Голландская Индия (1901—1930)
В 1901 году Баккер переехал в Голландскую Ост-Индию. С 1901 по 1905 год работал школьным учителем в частной школе-интернате в Велтевредене. Он сразу же начал собирать растения. Из-за отсутствия хороших работ по флоре местного района он решил описать флору самостоятельно, используя в качестве отправной точки виды растений, произрастающие в ближайшей местности.

#### Ботанический сад в Буйтензорге (1910)

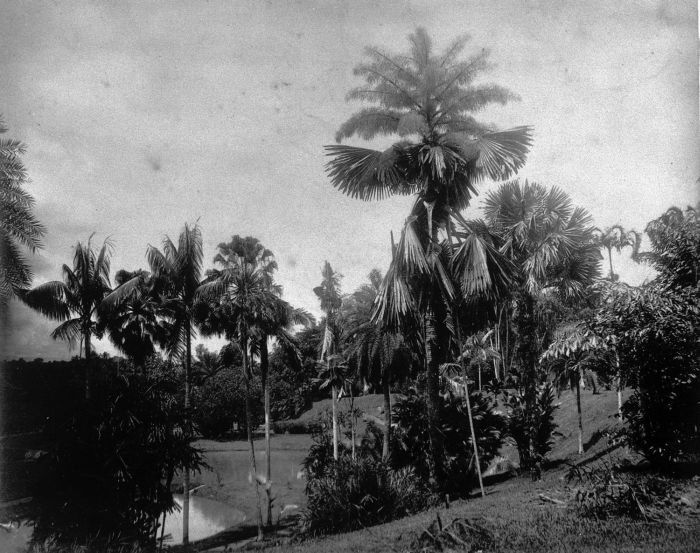
Богорский ботанический сад

Баккер посетил Мельхиора Трейба, директора Ботанического сада Бейтензорга. Трейб нанял его в качестве ассистента в лабораторию и поручил ему написать школьную флору Явы и преподавать в сельскохозяйственной школе в Буйтензорге. С 1905 по 1924 год Баккер работал в Ботаническом саду. Он собрал гербарий, содержащий не менее 36 000 растений, которые он собирал во время многочисленных экспедиций, часто в изнурительных условиях, на острове Ява и на соседнем острове Мадура. Он проходил по 30-40 километров в день.

#### Пасуруан
С 1924 по 1931 год Бакер работал в «Экспериментальном центре сахарной промышленности Явы» в Пасуруане, Восточная Ява. Здесь он исследовал взаимосвязь между видами сорняков на полях сахарного тростника и урожайностью сахарного тростника.

#### Биологическая проблема Кракатау
Кракатау — вулканический остров в проливе Сунда между индонезийскими островами Суматра и Ява. За последние несколько столетий вулкан извергался несколько раз. Самое известное извержение, в результате которого весь вулканический остров был практически полностью разрушен, произошло 27 августа 1883 года, когда Кракатау взорвался в результате мощного фреатомагматического извержения. Вулканический остров Кракатау, расположенный в море Сунда между Явой и Суматрой, был лишён всего живого в результате сильного извержения вулкана и двух соседних островов.
Биологическая проблема Кракатау — это вопрос: пережили ли реликты старой флоры и фауны извержение 1883 года и участвовали ли они в реколонизации островов Кракатау? После извержения было организовано несколько экспедиций для изучения флоры. Баккер участвовал в двух экспедициях (1906 и 1908 гг.). В 1929 году Баккер опубликовал свою скандальную книгу The problem of Krakatao, as seen by a botanist. Он утверждал, что извержение вулкана 27 августа 1883 года привело не к полному, а к частичному уничтожению растительности. Возможно, корневища и диаспоры были захоронены неповрежденными и проросли вновь. На самом деле такую возможность нельзя полностью исключить. Исследования в первой четверти века проводились через слишком большие и неравномерные промежутки времени и, прежде всего, при недостатке времени и инструментов. Предположение о том, что всё живое на Кракатау было полностью уничтожено извержениями 1883 года, основано не на детальных биологических исследованиях первого года, а на выводах и заявлениях небиологов. Только в 1886 году первый ботаник, Мельхиор Трейб, провёл исследование флоры. Однако уже в 1884 году голландским геологом Рогиром Вербееком было отмечено появление на склонах первой растительности.

### Возвращение в Нидерланды (1931—1963)

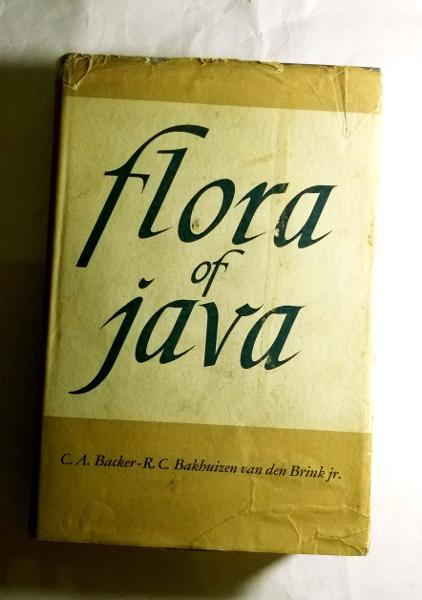
Флора Явы, том 3 (1968)

В 1931 году Баккер вернулся в Нидерланды вместе с семьей, поселившись сначала в Харлеме, а затем в Хемстеде.
В 1936 году был опубликован его словарь Verklarend woordenboek der wetenschappelijke namen van de in Nederland en Nederlandsch Indië in het wild groeiende en in tuinen en parken gekweekte varens en hoogere planten, в котором объясняются научные названия растений Нидерландов и Нидерландской Индии. Он является богатым источником для исследований, посвященных объяснению названий. Баккер сам составил или проверил всю информацию.
До последних лет жизни он посвятил себя своему главному научному труду Flora of Java. Корнелис Андрис Бакер умер в Хемстеде 22 февраля 1963 года.
Всеобъемлющий труд Flora of Java, написанный на английском языке, был опубликован посмертно в трёх томах (1963, 1965, 1968). Его соавтором был ботаник Рейнир Корнелис Бахуйзен ван ден Бринк Младший (1911—1987). В этой работе перечислено и описано около 6700 видов растений.

## Награды
В 1936 году по рекомендации профессоров Виктора Якоба Конингсбергера и Августа Адриана Пулле Утрехтский университет присвоил Бакеру звание почётного доктора за выдающиеся заслуги в области ботаники. Почетная степень доктора была присуждена во время празднования трёхсотлетия университета.